# Petar Barbarić
Petar Barbarić (Klobuk, 19. svibnja 1874. – Travnik, 15. travnja 1897.), hrvatski isusovac sjemeništarac, sluga Božji.

## Životopis
Rođen je u selu Klobuku (zaselak Šiljevište) kod Ljubuškog u hrvatskoj obitelji devetero djece od pobožnih roditelja. Djetinjstvo je proveo na paši s ovcama uz pobožne knjige. U pučku školu pošao je tek s dvanaest godina, kad je blizu rodnog sela otvorena škola. U dvije godine završio je četiri razreda škole s odličnim uspjehom. Roditelji nisu imali novaca za njegovo daljnje školovanje pa je u Vitini izučio trgovački zanat. Kao trgovački pomoćnik, primljen je u sjemenište u Travniku sa željom da postane svećenik, uz pomoć bivšeg učitelja Tomislava Vuksana. Živio je vrlo pobožno. Govorio je da će radije umrijeti, nego uvrijediti Isusa. Preveo je s talijanskog jezika na hrvatski, životopis Pavla Kolarića, bjelovarskog isusovca koji je umro u Rimu, na glasu svetosti. Razbolio se od tuberkuloze i umro kao učenik osmog razreda isusovačke gimnazije, položivši redovnički zavjet. Obraćao je grešnike, uveo je u sjemenište pobožnost Srcu Isusovu, a u svojoj rodnoj župi, osnovao je Bratovštinu Gospine krunice. Hrvati u Bosni i Hercegovini i manjim dijelom u Hrvatskoj, utječu se njegovom nebeskom zagovoru. Mnogo kulturnih društava nazvano je njegovim imenom. Pokrenut je postupak za njegovo proglašenje blaženim i svetim. Životopis mu je preveden na više jezika. 
Godine 1935. njegovi su zemni ostatci s gradskoga groblja Bojne prenijeti u sjemenišnu crkvu, gdje se razvila prava pobožnost prema njemu. No tijelo mu je nakon 1944. godine zakopano u blato i zazidano da bi ga se sakrilo od naroda. Kad se obnavljalo jedan dio nadbiskupijske gimnazije, našlo mu se tijelo. Danas mu se oko groba skupljaju učenici i narod na molitvu.
Zemni ostatci prebačeni su 1998. u novu grobnicu sjemenišne crkve sv. Alojzija u Travniku. Papa Franjo je 18. ožujka 2015. odobrio dekret o priznavanju herojskih kreposti sluge Božjega Petra Barbarića.
Po njemu je nazvano Nadbiskupsko sjemenište „Petar Barbarić“ u Travniku.

## Vanjske poveznice

### Sestrinski projekti
|  | Wikizvor ima izvorni tekst Devetnica Petru Barbariću |
|  | Wikicitati imaju zbirke citata o temi Petar Barbarić |

### Mrežna sjedišta
- Isusovci.hr – Dekret o herojskim krepostima Petra Barbarića  Arhivirana inačica izvorne stranice od 11. svibnja 2015. (Wayback Machine)
- Apostolat Molitve.org – Sluga Božji Petar Barbarić (1874-1897)
- Bitno.net – Petar Barbarić koristio je svaku prigodu za rast u vjeri i nasljedovanje Krista
- Bitno.net – Vatikan priznaje čudesno izlječenje dječaka u Splitu!
- Ljubuški.net – Obljetnica smrti i veliko otkriće - pronalazak spisa sluge Božjega Petra Barbarića
- Večernji.hr – Božo Skoko: »Petar Barbarić ujedinjuje rodnu Hercegovinu i Bosnu, i sav kler«